# Les Arcandiers
Les Arcandiers je francouzský hraný film z roku 1991, který režíroval Manuel Sánchez. Snímek měl premiéru ve Francii dne 11. prosince 1991.

## Děj
V Nevers tři mladí lidé, Tonio, Bruno a Hercule přemýšlí, jak změnit své osudy věčných životních smolařů. Tonio se rozhodne ukrást tělo Bernadette Soubirousové uložené ve skleněné rakvi v kostele Saint-Gildard v Nevers.
Tonio má v plánu získat od Vatikánu výkupné výměnou za vrácení těla světice. Navzdory všemu se však stane zázrak. Sice v kůlně ukrývají tělo svaté Bernadetty, v Nevers se poutníkům zjeví nová rakev s jejím tělem.
Zloději proto hodí tělo svaté Bernadetty do Loiry. Tonio se rozhodne vydat na cestu ve svém starém Mercedesu do Saint-Nazaire. Přesvědčí své dva přátele, aby ho doprovodili. Tonio je přesvědčen, že jakmile dorazí do Saint-Nazaire, najdou loď směřující do Brazílie.
Na cestě potkají podivnou stopařku Véronique, která se podobá svaté Bernadettě. Mladá dívka si brouká náboženské hymny a kupodivu jí ani není zima, i když se teploty pohybují kolem -20 °C. Herkul jde prodat zlatý zapalovač, který jim Véronique dala. Herkula ale zatkne policie a ocitne se v cele s mužem zvaným Inženýr, který je fanouškem Johnnyho Hallydaye. Spřátelí se a po propuštění se k nim přidá. Pokračují v cestě do Saint-Nazaire, kam dorazí, aniž by měli další plán. Aby získali peníze, prodají starý Mercedes do šrotu.
Při toulkách přístavem v Saint-Nazaire v naději, že dostanou na loď. Tonio, neúnavný snílek, nakonec pro ně najde práci na palubě lodi směřující do Brazílie. Véronique však zmizela. Chtějí ji před odjezdem najít. Zjistí, že se vrátila do Nevers. Ukradnou auto a jedou celou noc, cestou však mají nehodu.

## Obsazení
| Simon de La Brosse   | Tonio     |
| Dominique Pinon      | Bruno     |
| Charles Schneider    | Hercule   |
| Géraldine Pailhas    | Véronique |
| Yves Afonso          | inženýr   |
| Christophe Rossignon | brigadýr  |
| Marcel Gassouk       | řidič     |

## Ocenění
- César: nominace na nejlepší filmový debut (Manuel Sánchez)
- Filmový festivalu v Belfortu: Cena diváků
- Filmový festival v Saint Martin: Cena pro nejlepšího herce (Dominique Pinon)